# 安藤隆司
安藤 隆司（あんどう たかし、1955年2月27日 - ）は、日本の鉄道実業家。名古屋鉄道代表取締役会長・元社長。愛知県出身。

## 来歴
愛知県立横須賀高等学校を経て1978年に早稲田大学商学部を卒業し、名古屋鉄道に入社した。主に人事畑を歩み、東京支社長や総務部長、人事部長などを歴任した。
2008年に取締役、2011年に常務、2013年には専務にそれぞれ昇進した。2013年からは不動産事業本部長として、近畿日本鉄道、三井不動産と3社で進める名鉄名古屋駅の大型再開発事業を指揮した。2015年、社長に就任した。また、中部経済連合会では2015年から副会長を務める。
2021年6月25日付で代表取締役会長に就き、社長は髙﨑裕樹が副社長から昇格した。中部経済連合会の副会長も髙﨑に交代した。
また、2025年4月1日付で読売中京FSホールディングスの非常勤取締役にも就任。